# Воробьёв, Фёдор Григорьевич
Фёдор Григорьевич Воробьёв (21 февраля 1924 года, Баскаково, Мензелинский кантон, Татарская АССР, РСФСР, СССР — 6 октября 1976 года, Первоуральск, Свердловская область, РСФСР, СССР) — Герой Социалистического Труда (1958), старший мастер огнеупорного цеха Первоуральского динасового завода, Свердловская область.

## Биография
Родился 21 февраля 1924 года в деревни Баскаково (ныне — Кушнаренковский район Республики Башкортостан) в крестьянской семье.
В 1959 году окончил Первоуральский металлургический техникум по специальности «Техник-технолог огнеупорных материалов».
Свою трудовую деятельность начал подкадчиком в огнеупорном цехе № 1 Первоуральского динасового завода в феврале 1941 года. Стал бригадиром. Работал по 12-14 часов с нормой выработки от 200 до 400 % на рабочем месте, а после смены добровольно разгружал вагоны с кирпичом, участвовал в субботниках.
Был садчиком сырца в 1942 году, газовщиком в 1946 году, начальником передела газокамерных печей в 1948 году, председателем заводского комитета профсоюзов в 1955 году, заместителем начальника огнеупорного цеха № 2 в 1958 году, начальником цеха № 2 в 1964 году. В 1972 году стал секретарём партбюро завода.
В 1965—1972 годах внес 11 рационализаторских предложений с эффективностью в 10 тысяч рублей: «Способ торкретирования несущих стен периодических печей и изменение конструкций периодических печей», «Изменение конструкции горелки ГИП-5 периодических печей», «Изменение схемы садки кирпича марки БМИ 12-12 в газокамерных печах».
Скончался 6 октября 1976 года. Похоронен в Первоуральске на городском кладбище.

## Награды
Фёдор Григорьевич за свои трудовые достижения неоднократно награждался:
- 1943 — знак Отличник социалистического соревнования НКЧМ;
- 1946 — медаль «За доблестный труд в Великой Отечественной войне 1941—1945 гг.»;
- 1950 — медаль «За трудовое отличие»;
- 19.07.1958 — звание Герой Социалистического Труда с золотой медалью Серп и Молот и орден Ленина «за выдающиеся успехи, достигнутые в деле развития черной металлургии»;
- 1970 — медаль «В ознаменование 100-летия со дня рождения Владимира Ильича Ленина»;
- 1971 — орден Октябрьской революции.